# Incontro/Mercato dei fiori
Incontro/Mercato dei fiori è il 20° 45 giri di Patty Pravo, pubblicato nel 1975 dalla casa discografica RCA.

## Accoglienza
Il singolo arrivò alla sesta posizione della top ten e risultò il 28° più venduto dell'anno 1975.

## I brani

### Incontro
Incontro è una canzone scritta da Sergepy (Giampiero Scalamogna), Sergio Bardotti e Maurizio Fabrizio. Gli arrangiamenti sono di Toto Torquati. Un brano fuori dai canoni standard della cantante; Incontro, infatti, è un brano per metà cantato e per metà recitato. Con questo, Patty Pravo tornò ad essere la regina dell'estate. Il brano fu scelto, oltre che per essere stampato su singolo, anche per dare il titolo al lavoro discografico in uscita, intitolato anch'esso Incontro.
Nel 1978 la cantante Ednita Nazario ne incise una cover dal titolo Encuentro, in lingua spagnola, che inserì nel suo album Mujer Sola.

### Mercato dei fiori
Mercato dei fiori è stato scritto e musicato da Francesco De Gregori. Il brano fu incluso nell'album Incontro.
Sempre nel 1975, lo stesso De Gregori ne registrò una propria versione, con titolo leggermente differente (Al mercato dei fiori), che non fu mai pubblicata.
Entrambi i brano sono stati incisi in lingua spagnola col titolo: Enquentro e A Mercado de flores.

## Tracce
Lato A
1. Incontro - 4:30

Lato B
1. Mercato dei fiori - 3:15

## Classifiche
| Posizione | 7 | 11 | 7 | 9 | 6 | 9 | 7 | 10 | 10 |